# Чон-Бюлелю
Чон-Бюлелю (кирг. Чоң-Бүлөлү) — село в Алайском районе Ошской области Кыргызстана. Входит в состав Бюлелинского айылного аймака.

## География
Село расположено в южной части области, в высокогорной зоне, на берегах реки Чонг-Бюлелю (правый приток реки Гульча), на расстоянии приблизительно 20 километров (по прямой) к юго-востоку от села Гульча, административного центра района. Абсолютная высота — 2073 метра над уровнем моря.

## Население
Согласно оценочным данным Национального статистического комитета Кыргызской Республики, численность населения села на начало 2023 года составляла 869 человек.
| год     | 2009 | 2014 | 2015 | 2020 | 2021 | 2023 |
| ------- | ---- | ---- | ---- | ---- | ---- | ---- |
| человек | 545  | 663  | 638  | 846  | 911  | 869  |